# Milaan-San Remo 1924
De wielerwedstrijd Milaan-San Remo 1924 werd verreden op 16 maart van dat jaar.
Het parcours van deze 17e editie was 286,5 kilometer lang. De winnaar legde de afstand af in 10 uur en 50 minuten. Van de 93 gestarte renners finishten er 43. De Italiaan Pietro Linari was de snelste na een sprint met 23 renners. De snelste Belg was Félix Sellier. Vijf renners werden als vijfde gekwalificeerd dat waren: Nello Ciaccheri, Nicolas Frantz, Felix Sellier, Ottavio Bottecchia en Federico Gay. De rest van de groep werden gekwalificeerd als 10de hieronder al de genoemde aangevuld met de Italianen: Giovanni Trentarossi, Luigi Lucotti en Angelo Gremo. De namen hieronder zijn dus buiten de top vier niet de volgorde waarin ze zijn aangekomen.

## Deelnemende ploegen
| Deelnemende teams | Deelnemende teams | Deelnemende teams | Deelnemende teams |
| ----------------- | ----------------- | ----------------- | ----------------- |
| Legnano-Pirelli   | Maino             | Alcyon-Dunlop     | Automoto          |
| Peugeot-Wolber    | Gloria            | Berrettini        | Jenis             |
| Ganna-Dunlop      |                   |                   |                   |

## Uitslag
| Plaats  | Naam                | Ploeg           | tijd      |
| ------- | ------------------- | --------------- | --------- |
| Winnaar | Pietro Linari       | Legnano-Pirelli | 10u50'00" |
| 2       | Gaetano Belloni     | Legnano-Pirelli | z.t.      |
| 3       | Costante Girardengo | Maino           | z.t.      |
| 4       | Pietro Bestetti     | Maino           | z.t.      |
| 5       | Nello Ciaccheri     | Individueel     | z.t.      |
| 6       | Nicolas Frantz      | Alcyon-Dunlop   | z.t.      |
| 7       | Felix Sellier       | Alcyon-Dunlop   | z.t.      |
| 8       | Ottavio Bottecchia  | Automoto        | z.t.      |
| 9       | Federico Gay        | Peugeot-Wolber  | z.t.      |
| 10      | Umberto Berni       | Individueel     | z.t.      |
| 11      | Alessandro Bogoglio | Individueel     | z.t.      |
| 12      | Pietro Corini       | Individueel     | z.t.      |
| 13      | Alfredo Dinale      | Gloria          | z.t.      |
| 14      | Domenico Sangiorgi  | Individueel     | z.t.      |
| 15      | Simon Téqui         | Individueel     | z.t.      |
| 16      | Vitaliano Lugli     | Berrettini      | z.t.      |
| 17      | Bartolomeo Aimo     | Legnano-Pirelli | z.t.      |
| 18      | Giovanni Brunero    | Legnano-Pirelli | z.t.      |
| 19      | Alfredo Sivocci     | Legnano-Pirelli | z.t.      |
| 20      | Camillo Arduino     | Maino           | z.t.      |

1907 · 1908 · 1909 · 1910 · 1911 · 1912 · 1913 · 1914 · 1915 · 1916 · 1917 · 1918 · 1919 · 1920 · 1921 · 1922 · 1923 · 1924 · 1925 · 1926 · 1927 · 1928 · 1929 · 1930 · 1931 · 1932 · 1933 · 1934 · 1935 · 1936 · 1937 · 1938 · 1939 · 1940 · 1941 · 1942 · 1943 · 1944 · 1945 · 1946 · 1947 · 1948 · 1949 · 1950 · 1951 · 1952 · 1953 · 1954 · 1955 · 1956 · 1957 · 1958 · 1959 · 1960 · 1961 · 1962 · 1963 · 1964 · 1965 · 1966 · 1967 · 1968 · 1969 · 1970 · 1971 · 1972 · 1973 · 1974 · 1975 · 1976 · 1977 · 1978 · 1979 · 1980 · 1981 · 1982 · 1983 · 1984 · 1985 · 1986 · 1987 · 1988 · 1989 · 1990 · 1991 · 1992 · 1993 · 1994 · 1995 · 1996 · 1997 · 1998 · 1999 · 2000 · 2001 · 2002 · 2003 · 2004 · 2005 · 2006 · 2007 · 2008 · 2009 · 2010 · 2011 · 2012 · 2013 · 2014 · 2015 · 2016 · 2017 · 2018 · 2019 · 2020 · 2021 · 2022 · 2023 · 2024 · 2025
Lijst van beklimmingen